# Bahnhof Berlin Bellevue
Der Bahnhof Berlin Bellevue liegt an der Stadtbahn im Berliner Ortsteil Hansaviertel des Bezirks Mitte. Er wird von den S-Bahn-Linien S3, S5, S7 und S9 angefahren. Der Bahnhof liegt in der Nähe vom Schloss Bellevue, dem Amtssitz des deutschen Bundespräsidenten. Die komplette Anlage ist denkmalgeschützt.

## Lage
Der Haltepunkt befindet sich rund vier Kilometer westlich des historischen Stadtzentrums und grenzt an die Bartningallee und die Flensburger Straße. Der Hauptbahnhof liegt ungefähr zwei Kilometer östlich. Die nächste Station in Richtung Westen ist der rund zwei Kilometer entfernte Bahnhof Tiergarten. Der Bahnhof Bellevue befindet sich im Tarifbereich Berlin A des Verkehrsverbundes Berlin-Brandenburg.

## Geschichte

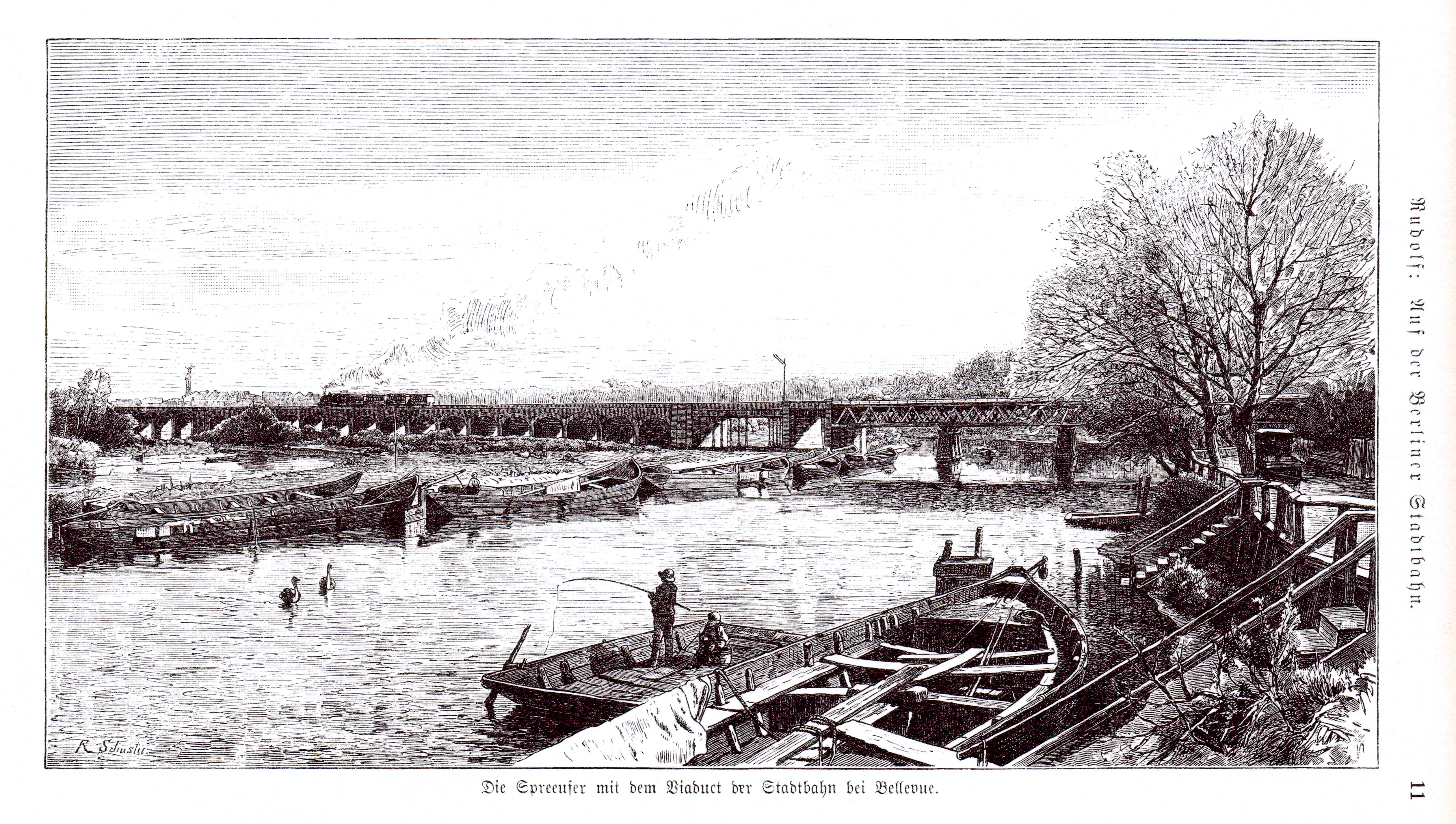
Die Stadtbahn bei Bellevue, Holzstich, 1882

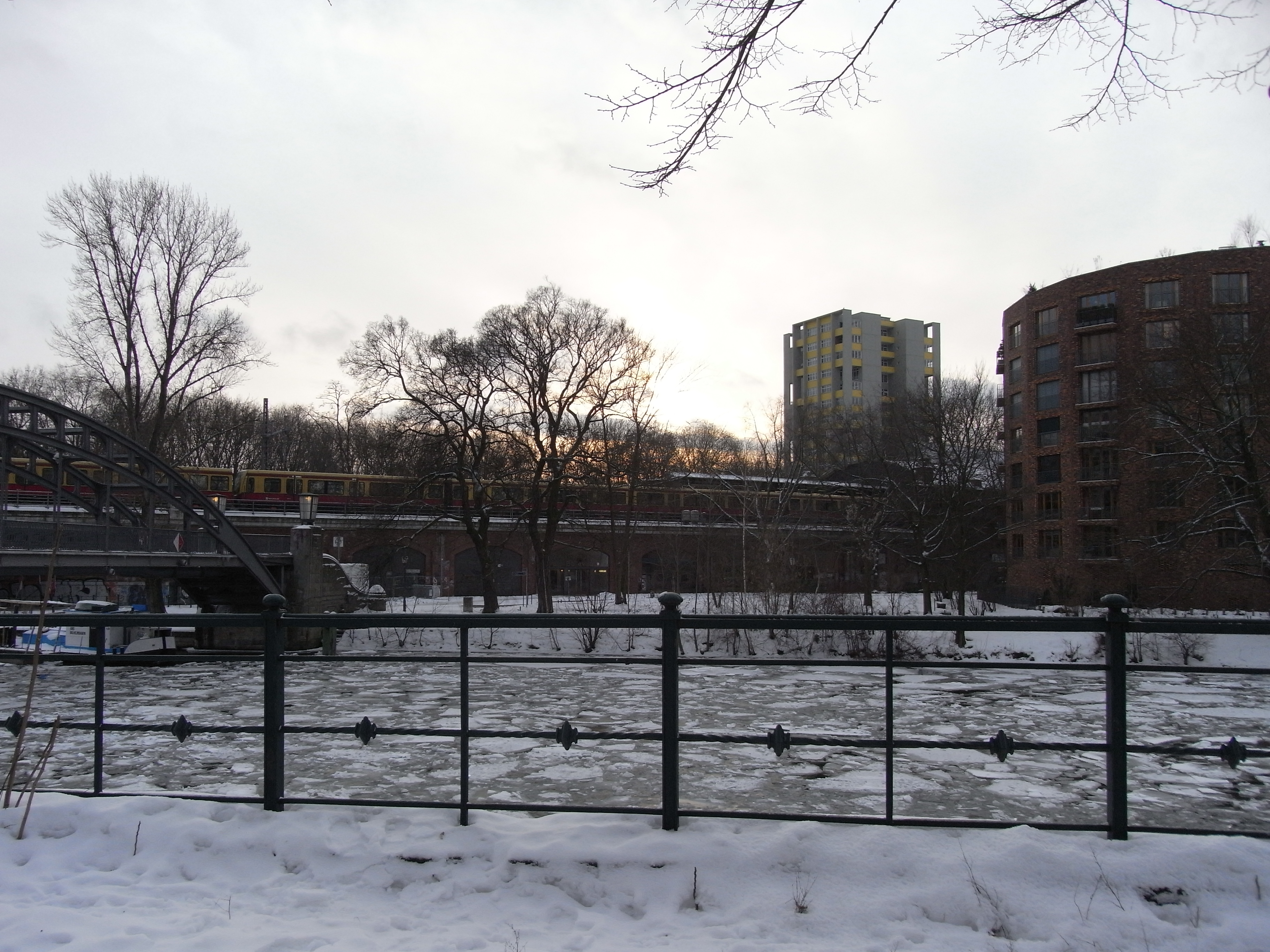
Blick vom Helgoländer Ufer auf den Bahnhof

Der Bau des Gebäudes begann gleichzeitig mit dem Bau der Stadtbahn im Jahr 1875; am 7. Februar 1882 wurde der Bahnhof zusammen mit der Stadtbahn für den Verkehr eröffnet. Der Bahnhof zählt heute neben dem S-Bahnhof Hackescher Markt zu den beiden Stadtbahnhöfen, die noch in ihrer ursprünglichen Form erhalten sind. Der Architekt war Johann Eduard Jacobsthal. Die Länge betrug zunächst 93 Meter. Nachdem der S-Bahn-Betrieb am 11. Juni 1928 aufgenommen worden war, wurde in Richtung Westen der Bahnsteig auf 160 Meter mit Überdachung verlängert und von 76 auf 96 Zentimeter erhöht. 1931/1932 wurden die Dachkonstruktion und die Brücke über die heutige Bartningallee erneuert.
Ende April 1945 wurde der Betrieb vorübergehend eingestellt. Am 12. Oktober 1945 fuhr die S-Bahn wieder. 1957 wurden die durch alliierte Luftangriffe entstandenen Kriegsschäden am Bahnhof beseitigt. Nach dem 13. August 1961, dem Tag des Mauerbaus, nahm die Bedeutung der Stadtbahn ab.
Nach der politischen Wende stieg die Bedeutung der Stadtbahn deutlich. Sanierungen waren erforderlich. Daher schloss man den Haltepunkt vorübergehend am 30. Oktober 1994. In dieser Zeit fuhr die S-Bahn seitlich der Halle vorbei. Ab dem 11. November 1996 fuhr die S-Bahn wieder die Station an. Zunächst war nur der östliche Zugang geöffnet. Es entstand auch ein neues Zugabfertigerhäuschen.
Seit Ende 2015 erfolgt die Zugabfertigung durch den Triebfahrzeugführer mittels Führerraum-Monitor (ZAT-FM).

## Anbindung
Der S-Bahnhof wird von den Linien S3, S5, S7 und S9 der Berliner S-Bahn bedient. Es bestehen keine direkten Umsteigemöglichkeiten zu anderen Linien des öffentlichen Nahverkehrs.
| Linie | Verlauf | Takt in der HVZ |
| ----- | --- | --------------- |
|       | Spandau – Stresow – Pichelsberg – Olympiastadion – Heerstraße – Messe Süd – Westkreuz – Charlottenburg – Savignyplatz – Zoologischer Garten – Tiergarten – Bellevue – Hauptbahnhof – Friedrichstraße – Hackescher Markt – Alexanderplatz – Jannowitzbrücke – Ostbahnhof – Warschauer Straße – Ostkreuz – Rummelsburg – Betriebsbahnhof Rummelsburg – Karlshorst – Wuhlheide – Köpenick – Hirschgarten – Friedrichshagen – Rahnsdorf – Wilhelmshagen – Erkner                 | 20 min          |
|       | Westkreuz – Charlottenburg – Savignyplatz – Zoologischer Garten – Tiergarten – Bellevue – Hauptbahnhof – Friedrichstraße – Hackescher Markt – Alexanderplatz – Jannowitzbrücke – Ostbahnhof – Warschauer Straße – Ostkreuz – Nöldnerplatz – Lichtenberg – Friedrichsfelde Ost – Biesdorf – Wuhletal – Kaulsdorf – Mahlsdorf – Birkenstein – Hoppegarten – Neuenhagen – Fredersdorf – Petershagen Nord – Strausberg – Hegermühle – Strausberg Stadt – Strausberg Nord         | 10 min          |
|       | Potsdam Hauptbahnhof – Babelsberg – Griebnitzsee – Wannsee – Nikolassee – Grunewald – Westkreuz – Charlottenburg – Savignyplatz – Zoologischer Garten – Tiergarten – Bellevue – Hauptbahnhof – Friedrichstraße – Hackescher Markt – Alexanderplatz – Jannowitzbrücke – Ostbahnhof – Warschauer Straße – Ostkreuz – Nöldnerplatz – Lichtenberg – Friedrichsfelde Ost – Springpfuhl – Poelchaustraße – Marzahn – Raoul-Wallenberg-Straße – Mehrower Allee – Ahrensfelde        | 10 min          |
|       | Spandau – Stresow – Pichelsberg – Olympiastadion – Heerstraße – Messe Süd – Westkreuz – Charlottenburg – Savignyplatz – Zoologischer Garten – Tiergarten – Bellevue – Hauptbahnhof – Friedrichstraße – Hackescher Markt – Alexanderplatz – Jannowitzbrücke – Ostbahnhof – Warschauer Straße – Treptower Park – Plänterwald – Baumschulenweg – Schöneweide – Johannisthal – Adlershof – Altglienicke – Grünbergallee – Schönefeld (bei Berlin) – Waßmannsdorf – Flughafen BER | 20 min          |